# Charlotte Buff

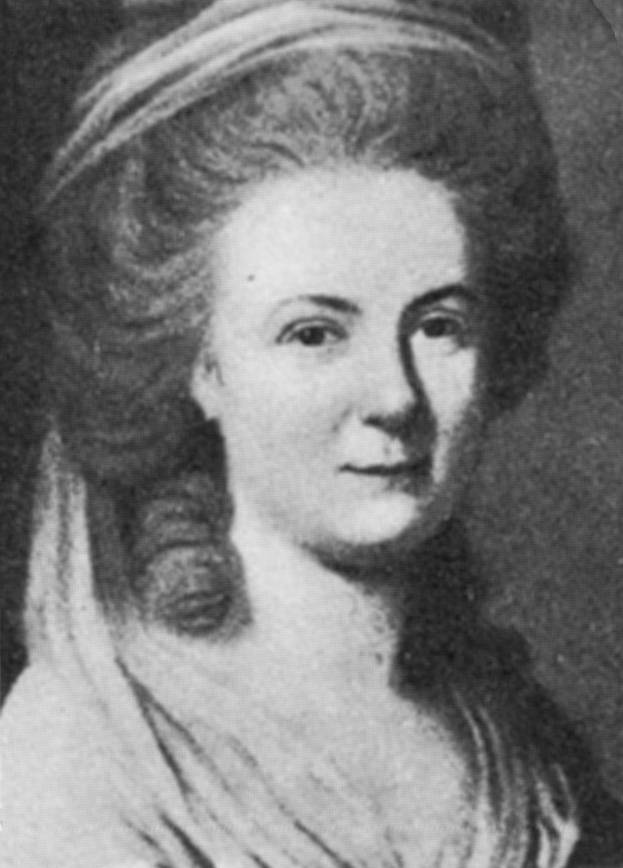
Charlotte Sophie Henriette Buff

Charlotte Sophie Henriette Buff (ur. 11 stycznia 1753 w Wetzlar, zm. 16 stycznia 1828 w Hanowerze) – pierwowzór postaci Lotte w utworze Johanna Wolfganga Goethego Cierpienia młodego Wertera (Die Leiden des jungen Werthers).
Była drugą z szesnaściorga rodzeństwa, jej rodzicami byli Heinrich Adam Buff (1711–1795), skarbnik i administrator w zakonie krzyżackim, i Magdalena Ernestina z domu Feyler (1731–1771). Charlotta zaręczyła się już, mając 15 lat, ale dopiero po 5 latach (w roku 1773) poślubiła starszego o 12 lat hanowerskiego sekretarza w służbie dyplomatycznej (niem. Legationssekretär) Johanna Christiana Kestnera, który od roku 1767 w Wetzlar był sekretarzem przy Sądzie Kameralnym Rzeszy. Kestner później został brytyjsko-hanowerskim królewskim radcą dworu i zastępcą głównego archiwisty w Hanowerze. Kestnerowie zamieszkali w Hanowerze, mieli dwanaścioro dzieci.

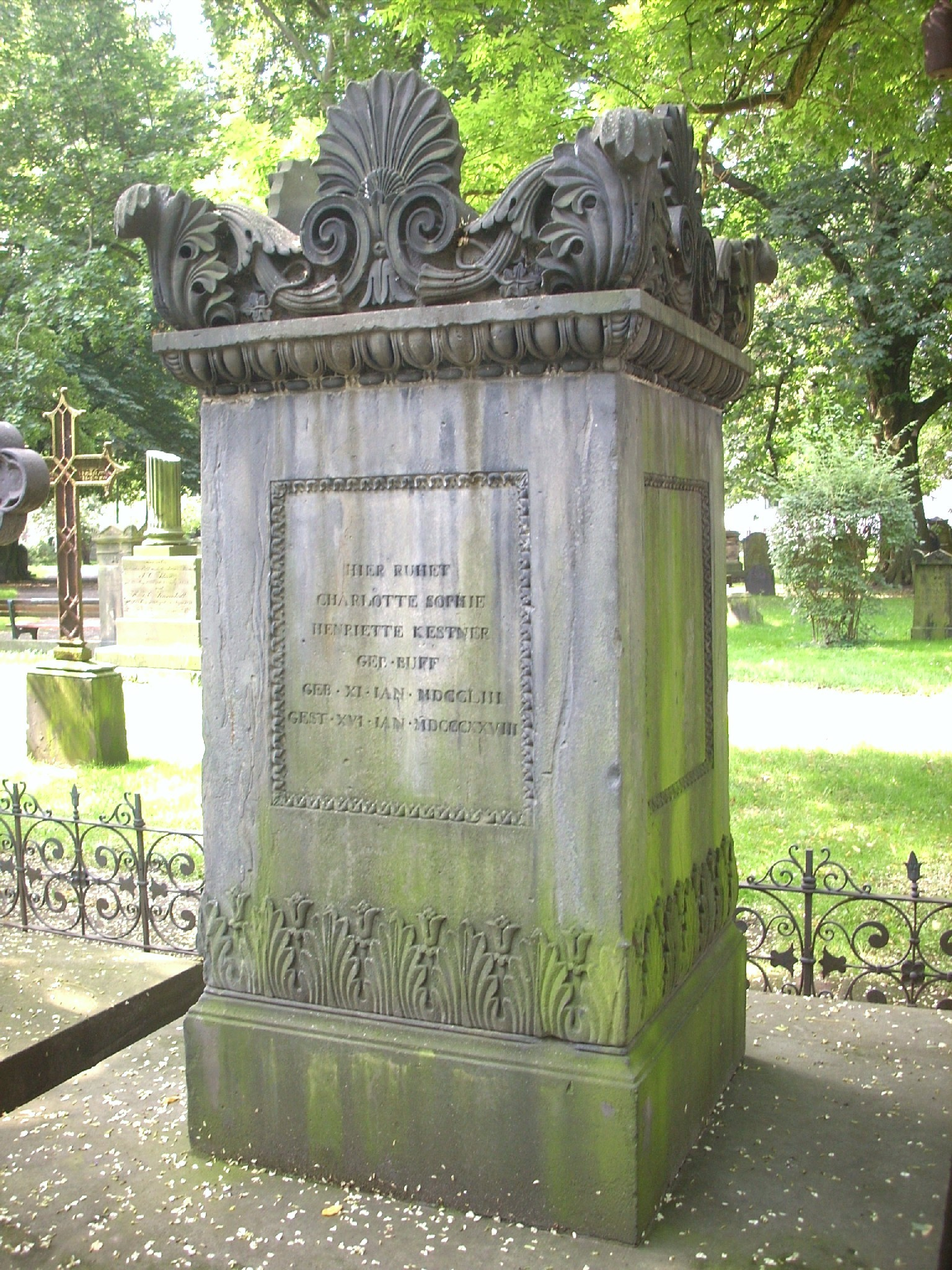
Grób Charlotty

Goethe poznał Charlottę w roku 1772 na prywatnej zabawie tanecznej na wsi niedaleko Wetzlar (obecnie znajduje się w tym miejscu izba pamięci: Goethehaus Volpertshausen). Był oczarowany jej wyglądem, jak i łatwością nawiązywania kontaktów. Charlotta po przedwczesnej śmierci matki od roku prowadziła dom swego ojca i opiekowała się dziewięciorgiem młodszego rodzeństwa. Goethe czuł się u nich w domu dobrze, zaprzyjaźnił się z jej narzeczonym Kestnerem, starszym od niego o 8 lat i zajmującym wyższe stanowisko w hierarchii urzędniczej. Targany sprzecznymi uczuciami, po trzech miesiącach znajomości, opuścił nagle Wetzlar i udał się do domu rodzinnego do Frankfurtu. Swe uczucia i przeżycia z Lottą przetworzył w powieść epistolarną, zwaną Werther wydaną w 1774.
Grób Charlotty Kestner znajduje się na cmentarzu Gartenfriedhof w Hanowerze. Pomnik zaprojektował powszechnie znany i sławny architekt miejski Georg Ludwig Friedrich Laves, mąż jej wnuczki.